# Piniphantes
Piniphantes is een geslacht van spinnen uit de familie hangmatspinnen (Linyphiidae).

## Soorten
De volgende soorten zijn bij het geslacht ingedeeld:
- Piniphantes cinereus (Tanasevitch, 1986)
- Piniphantes cirratus (Thaler, 1986)
- Piniphantes himalayensis (Tanasevitch, 1987)
- Piniphantes macer (Tanasevitch, 1986)
- Piniphantes pinicola (Simon, 1884)
- Piniphantes plumatus (Tanasevitch, 1986)
- Piniphantes uzbekistanicus (Tanasevitch, 1983)
- Piniphantes zonsteini (Tanasevitch, 1989)